# Cristian Arango
Cristian Arango (Medellín, 1995. március 9. –) kolumbiai válogatott labdarúgó, az amerikai San Jose Earthquakes csatára.

## Pályafutása

### Klubcsapatokban
Arango a kolumbiai Medellín városában született. Az ifjúsági pályafutását az Envigado akadémiájánál kezdte.
2013-ban mutatkozott be az Envigado felnőtt keretében. A 2015–16-os szezonban a Valencia B-nél szerepelt kölcsönben. 2017-ben a Millonarios, majd a portugál első osztályban szereplő Benfica szerződtette. 2017 és 2019 között az Aves és a Tondela csapatát erősítette kölcsönben. 2019-ben visszatért a Millonarioshoz. 2021-ben az észak-amerikai első osztályban érdekelt Los Angeleshez igazolt.
2023. február 1-jén a mexikói Pachucához csatlakozott. Először a 2023. február 20-ai, Toluca ellen 2–1-re elvesztett mérkőzés 59. percében, Illian Hernández cseréjeként lépett pályára. Első gólját 2023. április 10-én, a Santos Laguna ellen idegenben 4–1-es győzelemmel zárult találkozón szerezte meg. 2023. július 5-én szerződést kötött az amerikai Real Salt Lake együttesével. 2025. január 11-én a San Jose Earthquakes szerződtette.

### A válogatottban
Arango 2021-ben debütált a kolumbiai válogatottban. Először a 2021. november 17-ei, Paraguay ellen 0–0-ás döntetlennel zárult mérkőzés 80. percében, Jefferson Lermát váltva lépett pályára.

## Statisztikák

### A válogatottban
| Válogatott | Év       | Pályára lépés | Gól |
| ---------- | -------- | ------------- | --- |
| Kolumbia   | 2021     | 1             | 0   |
| Kolumbia   | 2023     | 1             | 0   |
| Összesen   | Összesen | 2             | 0   |

## Sikerei, díjai
Aves
- Portugál Kupa
  - Győztes (1): 2017–18

Los Angeles
- MLS
  - Alapszakasz győztes (1) és bajnok (1): 2022

Egyéni
- MLS All-Stars: 2024
- MLS – Az Év Újonca: 2021